# Can Plandolit
Can Plandolit és una masia de l'Ametlla del Vallès (Vallès Oriental), inclosa a l'Inventari del Patrimoni Arquitectònic de Catalunya. Està situada al sud-oest del municipi, a tocar de Santa Eulàlia de Ronçana. Juntament amb la veïna Can Plantada, és un dels pocs reductes a la zona amb bosc, conreu i un valor paisatgístic que ha mantingut la pressió de l'entorn.

## Història
És originària del segle xii, si bé s'hi va fer una reforma important a finals del segle xix i una altra el 1966 que li donaren l'aspecte actual.

## Descripció
De tipus 2 segons Danès, consta de planta baixa, pis i golfes amb teulada embigada amb cairons, rajols i teules a dues vessants, amb un gran frontó a la façana principal i en l'oposada. El parament és arrebossat arremolinat amb murs de pedra i cantoneres treballades. Hi ha un total de 14 finestres amb ampits i brancals de pedra i dues portes, una amb portal adovellat i l'altra amb brancals de totxo i travesser de fusta.
A l'interior hi ha parets de pedra i sostres amb embigats de fusta amb llates. Al primer pis, les dues ales disposen de volta catalana feta amb totxo. Cal remarcar l'impressionant barri que tanca la façana i que data de l'any 1700, i l'escut d'armes dels Plandolit.